# Tmesisternus postglaber
Tmesisternus postglaber är en skalbaggsart som beskrevs av Stefan von Breuning 1966. Tmesisternus postglaber ingår i släktet Tmesisternus och familjen långhorningar. Inga underarter finns listade i Catalogue of Life.